# Maruxa Vilalta
Maruxa Vilalta est une dramaturge et metteur en scène mexicaine née à Barcelone (Espagne) 23 septembre 1932 et morte le 19 août 2014 à Mexico (Mexique).

## Biographie
Elle acquiert la nationalité mexicaine en 1940. Fille de l’avocat Antonio Vilalta y Vidal et de María Soteras Maurí, docteur en droit. Son père, grand défenseur de l'Estatut de la Generalitat et fondateur du parti Esquerra Republicana, est une des figures prépondérantes de la Seconde République espagnole de 1931. Grand juriste, il est élu et proclamé député de l'Ilustre Colegio de Abogados de Barcelone, association à laquelle appartenait également María Soteras, la première femme à avoir obtenu le titre d’avocat à l’université de Barcelone. En 1936, quand éclate la guerre civile d'Espagne, la famille Vilalta s'exile trois ans à Bruxelles. Ils arrivent à Mexico, via New York, en 1939.
Maruxa fait toute sa scolarité à Mexico. Elle entre à l’université nationale autonome du Mexique (UNAM) pour y suivre une maîtrise en lettres hispaniques, et elle commence à écrire.
Aujourd’hui, le théâtre de Maruxa Vilalta, traduit, publié et joué dans plusieurs pays, lui a valu de gagner dix fois le prix de la critique de la meilleure pièce de l’année. L’auteur y aborde des thèmes où le manque de communication et le désir d’évasion s’allient à la critique politique, la protestation contre l’injustice sociale et la défense des droits de l'homme.

## Pièces
Ses sept premières pièces, de Los desorientados jusqu'à Cuestión de narices, sont réunies dans le volume Teatro I. La critique politique est spécialement forte dans Un país feliz. Pendant la dictature du franquisme la censure a défendu l’entrée du livre en Espagne.
Dans le volume Teatro II, la critique politique se trouve surtout dans Esta noche juntos, amándonos tanto et dans Historia de él. Parmi les pièces de critique sociale, Una mujer, dos hombres y un balazo et Pequeña historia de horror (y de amor desenfrenado).
Dans le volume Teatro III, avec Jesucristo entre nosotros, Una Voz en el desierto. Vida de San Jerónimo, Francisco de Asís et En blanco y negro. Ignacio y los jesuitas, l’écrivain insiste dans les idées libérales qu’elle a toujours défendues.
1910, la Révolution mexicaine est une pièce historique où le thème politique apparaît de nouveau. En cinquième étape, la pièce Con vista a la bahía.
Maruxa Vilalta a commencé par publier trois romans, plusieurs fois réédités.
Dès 1960 elle n’écrit plus que des pièces de théâtre, excepté quelques nouvelles publiées dans des journaux et des revues culturelles, principalement en Espagne, France et États-Unis, ainsi qu’un recueil de récits : El otro día, la 
muerte (L'Autre jour, la mort), Joaquín Mortiz, Mexico, 1974, qui contient Dialogues du narrateur, La Mort et son invité, Aventure avec la mort de feu et Mourir de bonne heure, tandis que le général communie.
Maruxa Vilalta a mis en scène des pièces de Jean Anouilh, Albert Husson, Peter Ustinov, Ira Wallach et Arout-Chejov  puis, à partir de 1960, elle met en scène seulement ses propres pièces. Elle donne des cours, des séminaires de théâtre et des conférences dans différentes universités et centres d’études du Mexique et de l’étranger.
María Elena Reuben, chercheur à l’université de Hofstra (New York), a établi une bibliographie de Maruxa Vilalta qui comprend les œuvres de l’auteur, les références et articles académiques les plus importants sur son théâtre, ainsi qu’une sélection de revues et commentaires de presse.

## Récompenses
En novembre 2010, Maruxa Vilalta a reçu le Premio Nacional de Ciencias y Artes (Prix national des sciences et des arts) « pour son œuvre aux représentations nationales et internationales ». Le Président de la république mexicaine Felipe Calderón Hinojosa lui a remis le prix au Palais national.

## Pièces de théâtre
- Los desorientados (Les Désorientés), 1960.
- Un país feliz (Un pays heureux), 1964.
- Soliloquio del tiempo (Le Soliloque du temps), 1964.
- Un día loco (Un jour de folie), 1964.
- La última letra (Le Dernier Signe), 1964.
- El 9 (Le 9), 1965.
- Cuestión de narices (Une question de nez), 1966. Prix de la meilleure troupe et du meilleur metteur en scène (Ramón Dagès) au Festival de Manresa (1974).
- Esta noche juntos, amándonos tanto (Cette nuit ensemble, nous aimant tellement), 1970. Prix Juan Ruiz de Alarcón et Prix du Festival Las Máscaras, à Morelia, tous deux décernés à la meilleure pièce de l’année
- Nada como el piso 16 (16e étage à Manhattan), 1976. Prix Juan Ruiz de Alarcón et Prix Sor Juana Inès de la Cruz, tous deux décernés à la meilleure pièce de l’année.
- Historia de él (Histoire de lui), 1978. Prix Juan Ruiz de Alarcón et Prix du Figaro, tous deux décernés à la meilleure pièce de l’année.
- Una mujer, dos hombres y un balazo (Une femme, deux hommes et un coup de feu), 1981.Quatre pièces en un acte qui peuvent être jouées séparément : En las Lomas, esa noche (Cette nuit-là, à Las Lomas), El té de los señores Mercier (Le Thé de Monsieur et Madame Mercier), El barco ebrio (Le Bateau ivre) et Archie & Bonnie).
- Pequeña historia de horror (y de amor desenfrenado) (Petite histoire d’horreur (et d’amour effréné)), 1985.
- Una voz en el desierto. Vida de San Jerónimo (Une voix dans le désert. Vie de Saint-Jérôme), 1991. Prix de l’Association mexicaine des Critiques de théâtre à la meilleure pièce de recherche créative, Prix de dramaturgie de l’Association des Journalistes de théâtre et Prix de Claridades à la meilleure pièce de l’année.
- Francisco de Asís (François d’Assise), 1992. Prix de l’Association mexicaine des Critiques de théâtre à la meilleure pièce de recherche créative.
- Jesucristo entre nosotros (Jésus-Christ parmi nous), 1994.
- Ignacio y los jesuitas (Ignace et les jésuites), 1997.
- 1910 (2000 et 2001).
- Con vista a la bahía (Avec une vue sur la baie). Produite par le Conseil national pour la Culture et les Arts (Conaculta), l’Institut National des Beaux-arts (INBA) et le Centro Cultural Helénico de mai à septembre 2007. Publiée en 2010 par le CONACULTA (Consejo Nacional para la Cultura y las Artes).